# 不思議なピーチパイ
「不思議なピーチパイ」（ふしぎなピーチパイ）は、竹内まりやの4枚目のシングル。1980年2月5日（火曜日）にRCA（現：ソニー・ミュージックレーベルズ）より発売された。

## 概要・背景
表題曲「不思議なピーチパイ」は資生堂化粧品 '80 春のキャンペーンCMソングとして使用された。曲名は土屋耕一考案のキャンペーンタイトル ″ピーチパイ″ に糸井重里が ″不思議な″ を付け足したもの。
レコーディングの際、スタジオに来ていた作詞者の安井かずみは「まりや、この曲はあなたの声にぴったりのポップスだわ！」と話しており、安井の予想通りこの曲は竹内にとって初めての大ヒットとなる。オリコンチャートでは初のTOP10入りを果たし、その後のランキングでは最高3位まで上昇するロング・ヒットを記録。最終的な累計売上は39.2万枚に達した。『ザ・ベストテン』（TBSテレビ）でも「今週のスポットライト」で初出演後にランクインし、最高3位・通算7週間ベストテン入りするなど、竹内の名前が大きく知れ渡るきっかけにもなった。
この曲のヒットにあたり、竹内は『ザ・ベストテン』や『夜のヒットスタジオ』（フジテレビ）などテレビの歌番組へ積極的に出演し、歌を披露していた。1980年4月3日放送の『ザ・ベストテン』で4位にランクインした際には、当日コンサートを行っていた大阪フェスティバルホールからの生中継で登場したが、ベストテンランクイン1000組目となり、本人の写真と記念プレート入りの公衆電話が会場に贈呈され、数年間会場に置かれ、多くの人が利用した。公衆電話となった理由は、スタッフより「皆さんに愛されて、皆さんに使って頂けるもの」として、公衆電話となった。
1988年公開の映画『ほんの5g』（松竹）では挿入歌として使用された。
B面曲の「さよならの夜明け」は、竹内自身が作詞、作曲は山下達郎が手掛けた楽曲である。

## 収録曲

### SIDE 1
1. 不思議なピーチパイ  –  (4:21)
作詞：安井かずみ、作曲：加藤和彦、編曲：加藤和彦・清水信之
  - 資生堂化粧品 '80春のキャンペーンソング

### SIDE 2
1. さよならの夜明け  –  (4:11)
作詞：竹内まりや、作曲：山下達郎、編曲：Gene Page

## 収録アルバム
不思議なピーチパイ
- LOVE SONGS
- VIVA MARIYA!!
- RE-COLLECTION
- Best Pack
- Souvenir 〜 Mariya Takeuchi Live - ライブ音源で収録。
- Expressions

さよならの夜明け
- LOVE SONGS
- RE-COLLECTION III
- Morning Glory

## カバー

### 不思議なピーチパイ
- 河合奈保子 - 1stライブアルバム『LIVE』（1980年12月10日）
- 清水香織 - シングル（1989年）
- the Indigo - カヴァーアルバム『ワンスモア』（2006年）
- 森恵 - カヴァーアルバム『COVERS Grace of The Guitar+』（2016年03月16日）
- 三村かな子（大坪由佳） - アルバム『THE IDOLM@STER CINDERELLA MASTER Cute Jewelries! 002』（2014年）